# هام الشرقية (دائرة انتخابية في المملكة المتحدة)
هام الشرقية (بالإنجليزية: East Ham)‏ هي إحدى الدوائر الانتخابية في المملكة المتحدة الممثلة في مجلس العموم في برلمان المملكة المتحدة.
عضو البرلمان الذي يمثلها حالياً هو :Rt Hon Stephen Timms (Lab).